# Тайна Вестерплатте
Тайна Вестерплатте (пол. Tajemnica Westerplatte) — польский военный фильм-драма 2013 года.

## Сюжет
Фильм о событиях с 1 по 7 сентября на польском полуострове Вестерплатте. Именно 1 сентября 1939 года немецкие войска атаковали польский гарнизон на этом полуострове. 180 солдат в течение 7 дней защищались от тысячи немецких солдат. Актёры играют реально существовавших военных деятелей, таких, как Хенрик Сухарский, Франтишек Домбровский и другие.

## В ролях
- Михал Жебровский — майор Хенрик Сухарский
- Роберт Жолендзевский — капитан Франтишек Домбровский
- Ян Энглерт — Винсент Собочиньски
- Пётр Адамчик — Мечислав Слабы
- Борис Шиц — Стефан Гродецки
- Пшемыслав Цыпрыаньски — Здзислав Крегельски
- Мирослав Зброевич — Ян Грычман
- Бартош Обухович — Леон Пайонк
- Анджей Грабовски — Адольф Петзелт
- Томаш Собчак — Владислав Дэйк
- Мирослав Бака — Еугениуш Грабовски
- Якуб Весоловский — Бернард Рыгельски

## Награды
Фильм удостоен 3 наград «Wąż» и 10 номинаций «Wielki Wąż».